# Ljutomer
Ljutomer (česky Lutoměř[zdroj?], německy Luttenberg) je malé město a správní středisko stejnojmenné občiny ve Slovinsku v Pomurském regionu, historicky v Dolním Štýrsku. Nachází se asi 15 km jižně od Murské Soboty, nedaleko hranic s Chorvatskem, na říčce Ščavnici. V roce 2019 zde žilo 3 362 obyvatel. Jde o regionální středisko východní části Slovenských goric.
Městem prochází silnice 230, z níž se zde odpojují silnice 231 a 713. Je zde železniční uzel na trati z Ormože do Murské Soboty a Hodoše, odbočka do Gornje Radgony. 
V roce 1958 zde byla otevřena první samoobslužná prodejna v celé Jugosávii. 